# Eventyr paa Fodrejsen (film fra 1916)
 For alternative betydninger, se Eventyr paa Fodrejsen. (Se også artikler, som begynder med Eventyr paa Fodrejsen)
Eventyr paa Fodrejsen er en dansk stumfilm fra 1916 instrueret af Lau Lauritzen Sr. og efter manuskript af Valdemar Andersen.

## Handling
Denne artikel mangler et handlingsreferat. Hjælp os med at skrive det.

## Medvirkende
- Lauritz Olsen
- Frederik Buch
- Oscar Stribolt
- Ella Stray